# Charles-Eugène Guye
Charles-Eugène Guye (Vaud (cantão), 15 de outubro de 1866 — Genebra, 15 de julho de 1942) foi um físico suiço.
Estudou física na Universidade de Genebra, onde doutorou-se em 1889. De 1890 a 1892 foi Privatdozent em Genebra, e de 1893 a 1900 foi Privatdozent na Escola Politécnica de Zurique (atualmente Instituto Federal de Tecnologia de Zurique). De 1900 a 1930 foi professor ordinário e diretor do Instituto de Física da Universidade de Genebra.
Seus campos principais de pesquisa foram nas áreas de corrente elétrica, magnetismo e descargas elétricas em gases, dentre outros. Demonstrou experimentalmente a dependência da massa do elétron de sua velocidade, prevista pela relatividade restrita (previsão de Lorentz-Einstein).
Foi autor de diversas obras de ciência popular. Participou da 5ª e 7ª Conferência de Solvay.